# Bosau
Bosau er en by og kommune i det nordlige Tyskland, beliggende i Amt Großer Plöner See under Kreis Østholsten (resten af amtet ligger i Kreis Plön). Kreis Østholsten ligger i den østlige del af delstaten Slesvig-Holsten.

## Geografi
Bosau er beliggende i Naturpark Holsteinische Schweiz på østbredden af Großer Plöner Sees sydlige ende; nord for byen ligger en bugt af Großen Plöner See ved navn Bischofssee. I nærheden ligger byerne Plön og Eutin; Hansestaden Lübeck og delstatshovedstaden Kiel ligger begge 35 km væk.
Højeste punkt i kommunen er det 87,6 meter høje Mühlenberg ved landsbyen Brackrade.
I kommunen ligger ud over Bosau, landsbyerne og bebyggelserne Bichel, Braak, Brackrade, Hassendorf, Hutzfeld, Kiekbusch, Kleinneudorf, Klenzau, Liensfeld, Löja, Majenfelde, Quisdorf, Thürk og Wöbs.